# Дрізд андійський
Дрізд андійський (Turdus serranus) — вид горобцеподібних птахів родини дроздових (Turdidae). Мешкає в Андах.

## Опис
Довжина птаха становить 23-25 см. Самці мають повністю чорне, блискуче забарвлення з синюватим відтінком. У самиць верхня частина тіла коричнева, крила більш темні, живіт світліший, горло поцятковане коричневими смужками. Дзьоб і лапи жовтувато-оранжеві. Навколо очей жовті кільця.

## Підвиди
Виділяють п'ять підвидів:
- T. s. cumanensis (Hellmayr, 1919) — північно-східна Венесуела (Прибережний хребет);
- T. s. atrosericeus (Lafresnaye, 1848) — північно-східна Колумбія (Східний хребет Анд, Сьєрра-де-Періха) і західна Венесуела (Кордильєра-де-Мерида);
- T. s. fuscobrunneus (Chapman, 1912) — Колумбійські і Еквадорські Анди;
- T. s. serranus Tschudi, 1844 — Анди в Перу і західій Болівії;
- T. s. continoi Fraga & Dickinson, 2008 — Анди на північному заході Аргентини (Сальта, Жужуй).

## Поширення і екологія
Андійські дрозди мешкають у Венесуелі, Колумбії, Еквадорі, Перу, Болівії і Аргентині. Вони живуть у вологих гірських тропічних лісах Анд. Зустрічаються на висоті від 1400 до 2800 м над рівнем моря.